# Enric Oliva i Vilar
Enric Oliva i Vilar (Roses, 1882 - Girona, 25? d'agost del 1931) va ser flautista, pianista i compositor gironí.

## Biografia
Com el seu germà Miquel Oliva i Vilar (1880-1922), estudià música a Barcelona per tornar a Girona, on s'havia establert la seva família, per dedicar-se a la interpretació i a l'ensenyament de la música. Va ser professor de música del Col·legi Eiximenis des que aquest va ser fundat el 1908; i hi oferia classes de piano en règim particular als migdies. Formà part de la brevíssima "Orquestra Simfónica de la Societat Gironina de Concerts (1916) i de l'Orquestra Simfònica de Girona (1929-1934).
Compongué les sardanes A la meva mare i Margarideta. Ultra les seves facetes d'instrumentista i compositor, Oliva es dedicà també a l'ensenyament de la música i, ja des dels inicis, va ser professor de la gironina Escola Eiximenis. Un dels seus deixebles va ser el futur músic i compositor Josep Baró i Güell.
El seu fill, Miquel Oliva i Prat, va ser un arqueòleg d'anomenada, director del Museu Arqueològic de Girona.